# ラザル・ランジェロヴィッチ
ラザル・ランジェロヴィッチ（セルビア語: Лазар Ранђеловић, Lazar Ranđelović、1997年8月5日 - ）は、セルビアのサッカー選手。FCウラル・スヴェルドロフスク・オブラスト所属。ポジションはMF。

## クラブ歴
レスコヴァツに生まれ、地元のFKスロガ・レスコヴァツの下部組織に在籍した。2015年夏にスルプスカ・リーガ・イストクのFKイェディンストゥヴォ・ボシュニャチェで選手となった。その後、FKラダン・レバネに移籍。
2017年初めにトライアルに合格し、FKラドニチュキ・ニシュに4年契約で加入しプロ選手となった。加入後は2016-17シーズン終了までFKカル・コンスタンティンに期限付き移籍した。期限付き移籍が終了すると、ラドニチュキ・ニシュに合流しプレシーズンを過ごした。2017-18シーズン開幕節にマルコ・ムルキッチと交代で73分に出場し、プロ初出場。その後、セルビア・プルヴァ・リーガのFKディナモ・ヴラニェに期限付き移籍し、クラブの昇格に貢献した。
2018年8月30日にギリシャ・スーパーリーグのオリンピアコスFCに移籍。移籍金は明らかにされていない。2018-19シーズンはラドニチュキ・ニシュに期限付き移籍の形で残留する事で合意した。元々は右ウィングで起用されていたが、このシーズンは左ウィングで起用された。UEFAヨーロッパリーグ 2018-19 予選にも出場し、UEFA主催試合初出場。アレクサンダル・スタニサヴリェヴィッチの得点をアシストした。このシーズンは7得点8アシストを記録したため、オリンピアコスに復帰する事となった。2019年8月21日のUEFAチャンピオンズリーグ 2019-20 予選のFCクラスノダール戦で途中出場し得点を記録した。

## 代表歴
2018年9月にU-21代表初招集。7日の北マケドニア代表戦で初出場初得点を記録した。

## タイトル
オリンピアコスFC
- スーパーリーグ：2019-20, 2020-21